# Cassagnoles (Hérault)
Cassagnoles é uma comuna francesa na região administrativa de Occitânia, no departamento de Hérault. Estende-se por uma área de 24,54 km². Em 2010 a comuna tinha 104 habitantes (densidade: 4,2 hab./km²).